# Gossau (São Galo)
Gossau é uma comuna da Suíça, no Cantão São Galo, com cerca de 17.059 habitantes. Estende-se por uma área de 27,53 km², de densidade populacional de 620 hab/km². Confina com as seguintes comunas: Andwil, Flawil, Gaiserwald, Herisau (AR), Niederbüren, Oberbüren, San Gallo (Sankt Gallen), Waldkirch.
A língua oficial nesta comuna é o Alemão.